# 希腊英雄时代
希腊英雄时代（Greek Heroic Age），根据希腊神话的记载，指的是希腊人來到色萨利以及希臘人自特洛伊返回的时代。根据赫西俄德的《工作与时日》的记载，英雄时代是人类世纪中的一个时代，为第四个时代，在青铜时代之后、黑铁时代以前。这个时代大致有六个特征：此时期的英雄为超人、虽然不是神学家，被荷马史诗所歌颂。
希腊英雄可以根据具体事件（例如阿耳戈船远征和特洛伊战争）被大致归类到一个年表。

## 另見
- 希腊黑暗时代